# ملا كندي (بل دشت)
ملا كندي هي قرية في مقاطعة بل دشت، إيران. يقدر عدد سكانها بـ 115 نسمة بحسب إحصاء 2016.